# Ахая
Ахая (на гръцки: Αχαΐα) е областна единица в Гърция, част от полуостров Пелопонес. Ахая е с население от 331 316 жители (2005 г.) и обща площ от 3271 km². В него е разположен третият по големина град и пристанище в Гърция – Патра.